# Гельдерн
О средневековом государстве см. Герцогство Гельдерн.
Гельдерн (нем. Geldern) — город в Германии, в земле Северный Рейн-Вестфалия.
Подчинён административному округу Дюссельдорф. Входит в состав района Клеве. Население составляет 33,7 тыс. человек (2009); в 2000 г. — 32,9 тысяч. Занимает площадь 96,91 км². Официальный код  —  05 1 54 012.
Город подразделяется на 8 городских районов.
В Средние Века город был столицей герцогства Гельдерн.

## Личности
- Йозеф Фельтьенс (1894-1993) — лётчик-истребитель, один из лучших асов Первой мировой войны.
- Томас Штрут (* 1954) — немецкий фотограф, один из главных представителей Дюссельдорфской школы фотографии.
- Ксения Зееберг (* 1967) — актриса кино и телевидения.